# Ke (kana)

Ke w hiraganie

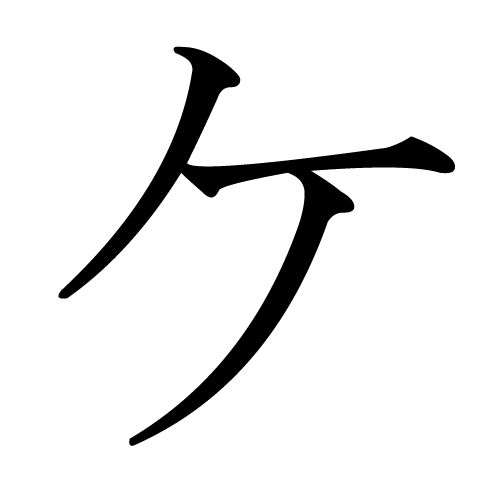
Ke w katakanie

Ge w hiraganie

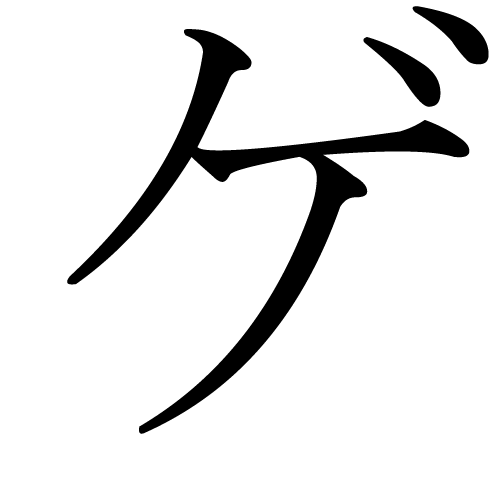
Ge w katakanie

Ke – dziewiąty znak japońskich sylabariuszy hiragana (け) i katakana (ケ). Reprezentuje on sylabę ke. Pochodzi bezpośrednio od uproszczonej wersji znaków kanji 計 (wersja w hiraganie) i 介 (wersja w katakanie). Po dodaniu dakuten w obydwu wersjach znaku (げ i ゲ) reprezentuje on sylabę ge.

## Pomniejszone ヶ
W języku japońskim występuje również znak przypominający zmniejszone Ke z katakany (ヶ). Prócz wyglądu różni się od swej większej wersji m.in. wymową i funkcją. Jest on używany w liczeniu, a także jest skrótową wersją partykuły が (ga), w ten sposób jest zresztą czytany, np. w słowie 霞ヶ関 Kasumi-ga-seki, nazwa dzielnicy rządowej w Tokio. Możliwy jest także zapis: 霞が関 lub 霞ケ関.